# Employee Generated Media
Employee Generated Media（エンプロイ・ジェネレイテッド・メディア、略称：EGM）とは、インターネット用語の一つ。企業の社員が情報発信することにより、生成されるメディアの総称。
インターネットなどを活用して消費者が内容を生成していくメディアのことをConsumer Generated Media（CGM、消費者生成メディア）と呼ぶのに対し、企業の社員が情報発信することにより生み出されるメディアのことをEmployee Generated Media(EGM)と称する。
社員自らがインターネット上でブログなどを書くことにより、社外に向かって広く情報発信するEGMもあれば、企業内のイントラネット上でSNS、ブログ、wiki、RSS、ソーシャルブックマーク、電子掲示板、Q&Aサイトなどにより、社員同士がコミュニケーションを行うEGMもある。近年では、企業の壁を超えて複数企業間の社員同士がコミュニケーションを行うスタイルのものもEGMと呼ばれる。